# Donald Frederick Blaxell
Donald Frederick Blaxell (né le 1er février 1934 à Sydney, Nouvelle-Galles du Sud) est un botaniste australien, collectionneur de plantes et taxonomiste. 

## Carrière
Blaxell a travaillé pendant 11 ans à l'Université de Nouvelle-Galles du Sud et a rejoint l'herbier national de Nouvelle-Galles du Sud (en) en 1968.  Il s'intéressait particulièrement aux plantes de la famille des Orchidaceae et du genre Eucalyptus. Il a travaillé avec Lawrence Alexander Sidney Johnson dans les années 1960, décrivant de nombreuses espèces. Il était collectionneur passionné, et a en particulier récolté beaucoup d'espèces d’Eucalyptus, généralement en compagnie de Johnson ou L D. Pryor. 
En 1974 et 1975, Blaxell a servi comme officier de liaison botanique australien aux Jardins botaniques royaux de Kew.
L.A.S.Johnson & K.D. Hill ont nommé en 1992 Eucalyptus blaxellii (en) en son honneur. 
En 2001, il a reçu une OAM lors de la fête de l'Australie.

## Œuvres choisies
- Contributions from the New South Wales Herbarium
- The Orchids of Australia - the Eastern Temperate Zone, 1971
- Blaxell, D F. 1975. The Status of Schlechter's Specimens of Orchidaceae held at the National Herbarium of New South Wales - 2. New Caledonia, Celebes, Borneo, Sumatra, 1975. Telopea 1(1). S. 49–54  (ISSN 0312-9764)
- Rotherham, E R; B G Briggs; D F Blaxell; R C Carolin. Australian Flora in Colour: Flowers and Plants of New South Wales and Southern Queensland. Avec E.R. Rotherham, B.G. Biggs et R.C. Carolin. Publisher: A.H. & A.W. Reed, Sydney 1975
- Notes on Australian Orchidaceae - a new combination in Liparis, 1978. Telopea 1(5). S. 357–358
- Type Specimens of Schlechter's Names in Orchidaceae at the Conservatoire et Jardin Botaniques, Geneve, 1978. Telopea 1(5). S. 359–363
- A new Species of Stylidium (Stylidiaceae) from the Sydney Region, 1978. Avec M.M. Hindmarsh. Telopea 1(5). S. 365–370
- Flowers & Plants of New South Wales & Southern Queensland. Avec E. R. Rotherham, B.G. Briggs et R.C. Carolin. Publisher: Reed Books, Sydney 1979, 192 S., 556 farbige Abbildungen
- New Taxa and Combinations in Eucalyptus-4, 1980. Avec L.A.S. Johnson. Telopea 1(6). S. 395–397
- The Orchidaceae of German New Guinea. Incorporating the Figure Atlas. Avec R.S. Rogers, H.J. Katz et J.T. Sommons. Melbourne, Australian Orchid Foundation, Melbourne 1982.